# Giai đoạn vòng loại và vòng play-off UEFA Conference League 2025–26
Giai đoạn vòng loại và vòng play-off UEFA Conference League 2025–26 bắt đầu vào ngày 10 tháng 7 và kết thúc vào ngày 28 tháng 8 năm 2025.
Tổng cộng có 155 đội bóng sẽ tham gia hệ thống vòng loại của UEFA Conference League 2025–26, bao gồm vòng loại và vòng play-off, với 21 đội ở nhánh Vô địch và 134 đội ở nhánh Chính. 24 đội thắng ở vòng play-off sẽ tiến vào vòng đấu hạng, cùng với 12 đội thua ở vòng play-off Europa League.
Thời gian là CEST (UTC+2), theo danh sách của UEFA (giờ địa phương, nếu khác, sẽ được đặt trong dấu ngoặc đơn).

## Thể thức
Giai đoạn vòng loại và vòng play-off được chia thành hai nhánh – nhánh Vô địch và nhánh Chính. Nhánh Vô địch bao gồm các đội bị loại khỏi nhánh Vô địch Champions League và nhánh Vô địch Europa League còn nhánh Chính bao gồm các đội đủ điều kiện thông qua giải đấu quốc nội hoặc với tư cách là đội vô địch cúp quốc gia cũng như các đội bị loại khỏi nhánh Chính Europa League.
Mỗi cặp đấu sẽ được diễn ra trong hai lượt trận, mỗi đội thi đấu một lượt trận trên sân nhà. Đội nào ghi được nhiều bàn thắng hơn trên tổng số bàn thắng ở hai lượt trận sẽ tiến vào vòng tiếp theo. Nếu tổng số bàn thắng bằng nhau vào cuối thời gian thi đấu chính thức của lượt trận thứ hai (trận lượt về) thì sẽ thi đấu hiệp phụ và nếu cả hai đội ghi cùng số bàn thắng trong hiệp phụ, trận đấu sẽ được quyết định bằng loạt sút luân lưu.
Trong lễ bốc thăm cho mỗi vòng, các đội sẽ được xếp hạt giống dựa trên hệ số câu lạc bộ UEFA của mình vào đầu mùa giải, với các đội được chia vào các nhóm hạt giống và không hạt giống có cùng số đội. Một đội hạt giống sẽ được bốc thăm gặp một đội không hạt giống, thứ tự các lượt trận trong mỗi cặp đấu được quyết định bằng cách bốc thăm. Vì danh tính của đội thắng ở vòng trước có thể không được biết tại thời điểm bốc thăm, nên việc xếp hạt giống sẽ được thực hiện với giả định rằng đội có hệ số cao hơn của một cặp đấu sẽ tiến vào vòng tiếp theo, nghĩa là nếu đội có hệ số thấp hơn đi tiếp, đội đó sẽ chỉ đơn giản là lấy hạt giống của đối thủ.
Trước khi bốc thăm, UEFA có thể thành lập "các nhóm" theo các nguyên tắc do Ủy ban Giải đấu Câu lạc bộ đặt ra, hoàn toàn là để thuận tiện cho việc bốc thăm và không giống với bất kỳ nhóm thực tế nào theo nghĩa của giải đấu. Các đội từ các hiệp hội có xung đột chính trị theo quyết định của UEFA không thể được bốc thăm vào cùng một cặp đấu. Sau khi bốc thăm, thứ tự các lượt trận của một cặp đấu có thể bị UEFA đảo ngược do xung đột về lịch thi đấu hoặc địa điểm.

## Lịch thi đấu
Lịch thi đấu như sau. Các trận đấu được lên lịch vào thứ Năm, mặc dù có thể diễn ra vào thứ Ba hoặc thứ Tư do xung đột lịch trình.
| Vòng               | Ngày bốc thăm | Lượt đi   | Lượt về   |
| ------------------ | ------------- | --------- | --------- |
| Vòng loại thứ nhất | 17/6/2025     | 10/7/2025 | 17/7/2025 |
| Vòng loại thứ hai  | 18/6/2025     | 24/7/2025 | 31/7/2025 |
| Vòng loại thứ ba   | 21/7/2025     | 7/8/2025  | 14/8/2025 |
| Vòng play-off      | 4/8/2025      | 21/8/2025 | 28/8/2025 |

## Các đội bóng

### Nhánh Vô địch
Nhánh Vô địch bao gồm các nhà vô địch giải quốc nội bị loại khỏi vòng loại nhánh Vô địch của Champions League và vòng loại nhánh Vô địch của Europa League và bao gồm các vòng sau:
- Vòng loại thứ hai (12 đội): 12 trong số 14 đội thua ở vòng loại thứ nhất Champions League (2 đội còn lại được đặc cách vào vòng loại thứ ba).
- Vòng loại thứ ba (8 đội): 6 đội thắng ở vòng loại thứ hai, và 2 đội thua ở vòng loại thứ nhất Champions League được đặc cách.
- Vòng play-off (10 đội): 4 đội thắng ở vòng loại thứ ba, và 6 đội thua ở vòng loại thứ ba nhánh Vô địch Europa League.

Dưới đây là các đội tham gia nhánh Vô địch (với hệ số câu lạc bộ UEFA năm 2025 của họ, tuy nhiên không được sử dụng làm hạt giống ở nhánh Vô địch), được nhóm theo vòng đấu bắt đầu của họ.
| Khóa màu                                            |
| --------------------------------------------------- |
| Đội thắng ở vòng play-off sẽ tiến vào vòng đấu hạng |
| Các đội bị loại                                     |

| Đội                         | Hs.    |
| --------------------------- | ------ |
| RFS [UEL CH Q3]             | 11.000 |
| Drita [UEL CH Q3]           | 9.000  |
| Breiðablik [UEL CH Q3]      | 9.000  |
| Hamrun Spartans [UEL CH Q3] | 6.000  |
| Noah [UEL CH Q3]            | 5.000  |
| Shelbourne[UEL CH Q3]       | 2.993  |

| Đội               | Hs.   |
| ----------------- | ----- |
| Víkingur [UCL Q1] | 4.000 |
| Virtus [UCL Q1]   | 1.500 |

| Đội                            | Hs.    |
| ------------------------------ | ------ |
| Olimpija Ljubljana [UCL Q1]    | 17.375 |
| Žalgiris [UCL Q1]              | 12.000 |
| The New Saints [UCL Q1]        | 9.000  |
| Linfield [UCL Q1]              | 8.500  |
| Budućnost Podgorica [UCL Q1]   | 8.000  |
| Inter Club d'Escaldes [UCL Q1] | 7.500  |
| FCI Levadia [UCL Q1]           | 6.500  |
| Dinamo Minsk [UCL Q1]          | 6.000  |
| Milsami Orhei [UCL Q1]         | 5.500  |
| Differdange 03 [UCL Q1]        | 5.000  |
| Iberia 1999 [UCL Q1]           | 4.500  |
| Egnatia [UCL Q1]               | 2.500  |

Ghi chú
1. UEL CH Q3 Đội thua ở vòng loại thứ ba Europa League (nhánh Vô địch).
2. UCL Q1 Đội thua ở vòng loại thứ nhất Champions League.

### Nhánh Chính
Nhánh Chính bao gồm các đội không vô địch giải quốc nội và các đội vô địch cúp quốc gia, và bao gồm các vòng sau:
- Vòng loại thứ nhất (50 đội): 50 đội tham dự vòng này.
- Vòng loại thứ hai (88 đội): 55 đội tham dự vòng này, 8 đội thua ở vòng loại thứ nhất nhánh Chính Europa League và 25 đội thắng ở vòng loại thứ nhất.
- Vòng loại thứ ba (52 đội): 8 đội thua ở vòng loại thứ hai nhánh Chính Europa League và 44 đội thắng ở vòng loại thứ hai.
- Vòng play-off (38 đội): 5 đội vào vòng này, 7 đội thua ở vòng loại thứ ba nhánh Chính Europa League và 26 đội thắng ở vòng loại thứ ba.

Dưới đây là các đội tham gia nhánh Chính (cùng với hệ số câu lạc bộ UEFA năm 2025 của họ), được nhóm theo vòng đấu bắt đầu của họ.
| Khóa màu                                       |
| ---------------------------------------------- |
| Đội thắng vòng play-off tiến vào vòng đấu hạng |
| Các đội bị loại                                |

| Đội                          | Hs.    |
| ---------------------------- | ------ |
| Fiorentina                   | 62.000 |
| Shakhtar Donetsk [UEL MP Q3] | 52.000 |
| Legia Warszawa [UEL MP Q3]   | 31.000 |
| Crystal Palace               | 23.039 |
| CFR Cluj [UEL MP Q3]         | 19.000 |
| Rayo Vallecano               | 18.890 |
| Mainz 05                     | 17.266 |
| Strasbourg                   | 14.618 |
| Servette [UEL MP Q3]         | 11.500 |
| Wolfsberger [UEL MP Q3]      | 9.500  |
| Fredrikstad [UEL MP Q3]      | 7.937  |
| BK Häcken [UEL MP Q3]        | 7.000  |

| Đội                          | Hs.    |
| ---------------------------- | ------ |
| Anderlecht [UEL MP Q2]       | 28.250 |
| Sheriff Tiraspol [UEL MP Q2] | 20.000 |
| Lugano [UEL MP Q2]           | 19.250 |
| Beşiktaş [UEL MP Q2]         | 15.000 |
| Celje [UEL MP Q2]            | 14.000 |
| Baník Ostrava [UEL MP Q2]    | 8.820  |
| Hibernian [UEL MP Q2]        | 7.110  |
| Levski Sofia [UEL MP Q2]     | 4.500  |

| Đội                            | Hs.    |
| ------------------------------ | ------ |
| AZ                             | 54.500 |
| Rapid Wien                     | 32.250 |
| Sparta Praha                   | 29.500 |
| İstanbul Başakşehir            | 23.000 |
| Partizan[UEL MP Q1]            | 22.000 |
| Maccabi Haifa                  | 18.000 |
| Shamrock Rovers                | 17.875 |
| Omonia                         | 17.375 |
| Hapoel Be'er Sheva [UEL MP Q1] | 16.500 |
| Jagiellonia Białystok          | 14.000 |
| Santa Clara                    | 12.453 |
| Astana                         | 12.000 |
| Charleroi                      | 11.370 |
| Hajduk Split                   | 10.000 |
| Riga                           | 10.000 |
| Maribor                        | 9.500  |
| AEK Athens                     | 9.500  |
| Spartak Trnava [UEL MP Q1]     | 8.500  |
| Ballkani                       | 8.000  |
| Raków Częstochowa              | 8.000  |
| Rosenborg                      | 7.937  |
| Viking                         | 7.937  |
| Aris Thessaloniki              | 7.862  |
| Ararat-Armenia                 | 7.500  |
| Austria Wien                   | 7.500  |
| Vaduz                          | 7.500  |
| Dundee United                  | 7.110  |
| Brøndby                        | 7.000  |
| Silkeborg                      | 6.796  |
| Lausanne-Sport                 | 6.725  |
| Puskás Akadémia                | 6.500  |
| Universitatea Craiova          | 6.500  |
| Beitar Jerusalem               | 6.325  |
| HB                             | 6.000  |
| Sarajevo                       | 6.000  |
| Aris Limassol                  | 5.507  |
| Hammarby                       | 5.500  |
| Hibernians                     | 5.500  |
| AIK                            | 5.425  |
| Varaždin                       | 5.405  |
| Radnički 1923                  | 5.100  |
| Novi Pazar                     | 5.100  |
| Žilina                         | 5.000  |
| Polissya Zhytomyr              | 4.880  |
| Oleksandriya                   | 4.880  |
| Paks [UEL MP Q1]               | 4.800  |
| Győr                           | 4.800  |
| Universitatea Cluj             | 4.650  |
| Košice [†]                     | 4.250  |
| Zira                           | 4.000  |
| Sabah [UEL MP Q1]              | 4.000  |
| Cherno More                    | 3.975  |
| Arda                           | 3.975  |
| Araz-Naxçıvan                  | 3.925  |
| Ilves [UEL MP Q1]              | 3.000  |
| Zimbru Chișinău                | 3.000  |
| Aktobe [UEL MP Q1]             | 3.000  |
| KA                             | 2.704  |
| Prishtina [UEL MP Q1]          | 2.500  |
| Dungannon Swifts               | 1.666  |
| Banga                          | 1.650  |
| Dinamo City                    | 1.575  |
| UNA Strassen                   | 1.375  |
| Spaeri                         | 1.325  |

| Đội                     | Hs.    |
| ----------------------- | ------ |
| Borac Banja Luka        | 13.625 |
| HJK                     | 12.500 |
| Flora                   | 11.500 |
| KÍ                      | 11.000 |
| Víkingur Reykjavík      | 10.750 |
| Pyunik                  | 8.500  |
| Petrocub Hîncești       | 8.500  |
| Larne                   | 7.000  |
| Paide Linnameeskond     | 7.000  |
| F91 Dudelange           | 7.000  |
| Partizani               | 6.500  |
| St Patrick's Athletic   | 5.500  |
| La Fiorita              | 5.500  |
| Sutjeska                | 5.500  |
| Vllaznia                | 5.000  |
| Kauno Žalgiris          | 5.000  |
| Ordabasy                | 4.500  |
| Floriana                | 4.500  |
| Koper                   | 4.068  |
| Urartu                  | 4.000  |
| Torpedo-BelAZ Zhodino   | 4.000  |
| St Joseph's             | 4.000  |
| Dila Gori               | 4.000  |
| Dečić                   | 4.000  |
| FC Santa Coloma         | 4.000  |
| Dynamo Brest            | 4.000  |
| Auda                    | 3.500  |
| Neman Grodno            | 3.500  |
| FCB Magpies             | 3.500  |
| Atlètic Club d'Escaldes | 3.500  |
| Torpedo Kutaisi         | 3.000  |
| Valur                   | 3.000  |
| Tre Fiori               | 3.000  |
| Željezničar             | 2.606  |
| Cliftonville            | 2.500  |
| Birkirkara              | 2.500  |
| Racing Union            | 2.500  |
| Sileks                  | 2.500  |
| Daugavpils              | 2.450  |
| Malisheva               | 2.408  |
| SJK                     | 2.350  |
| NSÍ                     | 2.150  |
| Hegelmann               | 1.650  |
| Nõmme Kalju             | 1.591  |
| Haverfordwest County    | 1.500  |
| Penybont                | 1.358  |
| Vardar                  | 1.233  |
| Rabotnički              | 1.233  |

Ghi chú
1. UEL MP Q3 Đội thua ở vòng loại thứ ba Europa League (nhánh Chính).
2. UEL MP Q2 Đội thua ở vòng loại thứ hai Europa League (nhánh Chính).
3. UEL MP Q1 Đội thua ở vòng loại thứ nhất Europa League (nhánh Chính).
4. † Câu lạc bộ Slovakia DAC Dunajská Streda (8.000) ban đầu tham gia thi đấu và tham gia lễ bốc thăm vòng loại thứ hai, nhưng sau đó được thay thế bởi Košice.

## Vòng loại thứ nhất
Lễ bốc thăm vòng loại thứ nhất được tổ chức vào ngày 17 tháng 6 năm 2025.

### Hạt giống
Tổng cộng có 48 đội sẽ thi đấu ở vòng loại thứ nhất. Hạt giống của các đội được xếp dựa trên hệ số câu lạc bộ UEFA năm 2025 của họ. Trước khi bốc thăm, UEFA đã phân bổ các đội vào sáu bảng gồm bốn đội hạt giống và bốn đội không hạt giống theo các nguyên tắc do Ủy ban Giải đấu Câu lạc bộ đặt ra. Các đội đã được UEFA chỉ định số lượng trước để có thể tổ chức bốc thăm trong một lượt cho tất cả các bảng. Đội đầu tiên được bốc thăm ở mỗi cặp đấu được chỉ định là đội chủ nhà ở lượt đi.
| Nhóm 1                                                                         | Nhóm 1                                                       | Nhóm 2                                                                    | Nhóm 2                                                                          | Nhóm 3                                                                          | Nhóm 3                                                                          |
| Hạt giống                                                                      | Không hạt giống                                              | Hạt giống                                                                 | Không hạt giống                                                                 | Hạt giống                                                                       | Không hạt giống                                                                 |
| ------------------------------------------------------------------------------ | ------------------------------------------------------------ | ------------------------------------------------------------------------- | ------------------------------------------------------------------------------- | ------------------------------------------------------------------------------- | ------------------------------------------------------------------------------- |
| - HJK (2) - Paide Linnameeskond (1) - St Patrick's Athletic (3) - Vllaznia (4) | - FCB Magpies (6) - Daugavpils (5) - NSÍ (7) - Hegelmann (8) | - Petrocub Hîncești (1) - Ordabasy (2) - Urartu (4) - Dečić (3)           | - Neman Grodno (5) - Torpedo Kutaisi (7) - Birkirkara (6) - Sileks (8)          | - F91 Dudelange (1) - Koper (2) - Sutjeska (3) - La Fiorita (4)                 | - Dynamo Brest (8) - Atlètic Club d'Escaldes (6) - Željezničar (7) - Vardar (5) |
| Nhóm 4                                                                         | Nhóm 4                                                       | Nhóm 5                                                                    | Nhóm 5                                                                          | Nhóm 6                                                                          | Nhóm 6                                                                          |
| Hạt giống                                                                      | Không hạt giống                                              | Hạt giống                                                                 | Không hạt giống                                                                 | Hạt giống                                                                       | Không hạt giống                                                                 |
| - Flora (1) - KÍ (2) - Larne (3) - Kauno Žalgiris (4)                          | - Auda (8) - Valur (6) - SJK (7) - Penybont (5)              | - Víkingur Reykjavík (1) - Partizani (2) - Floriana (3) - St Joseph's (4) | - Cliftonville (5) - Malisheva (6) - Nõmme Kalju (7) - Haverfordwest County (8) | - Borac Banja Luka (4) - Pyunik (2) - Torpedo-BelAZ Zhodino (3) - Dila Gori (1) | - FC Santa Coloma (5) - Tre Fiori (7) - Racing Union (6) - Rabotnički (8)       |

### Tóm tắt
Lượt đi diễn ra vào ngày 8 và 10 tháng 7, và lượt về diễn ra vào ngày 16 và 17 tháng 7 năm 2025.
Đội thắng trong các cặp đấu sẽ tiến vào vòng loại thứ hai.
| Đội 1                   | TTSTooltip Aggregate score | Đội 2                | Lượt đi | Lượt về      |
| ----------------------- | -------------------------- | -------------------- | ------- | ------------ |
| NSÍ                     | 4–5                        | HJK                  | 4–0     | 0–5 (s.h.p.) |
| Torpedo Kutaisi         | 5–4                        | Ordabasy             | 4–3     | 1–1          |
| Željezničar             | 2–4                        | Koper                | 1–1     | 1–3          |
| SJK                     | 1–4                        | KÍ                   | 1–2     | 0–2          |
| Nõmme Kalju             | 2–1                        | Partizani            | 1–1     | 1–0 (s.h.p.) |
| Tre Fiori               | 1–5                        | Pyunik               | 1–0     | 0–5          |
| St Patrick's Athletic   | 3–0                        | Hegelmann            | 1–0     | 2–0          |
| Dečić                   | 3–2                        | Sileks               | 2–0     | 1–2          |
| Sutjeska                | 3–2                        | Dynamo Brest         | 1–2     | 2–0          |
| Larne                   | 2–2 (4–2 p)                | Auda                 | 0–0     | 2–2 (s.h.p.) |
| Floriana                | 5–3                        | Haverfordwest County | 2–1     | 3–2          |
| Torpedo-BelAZ Zhodino   | 4–0                        | Rabotnički           | 3–0     | 1–0          |
| FCB Magpies             | 3–7                        | Paide Linnameeskond  | 2–3     | 1–4          |
| Birkirkara              | 1–3                        | Petrocub Hîncești    | 1–0     | 0–3          |
| Atlètic Club d'Escaldes | 5–2                        | F91 Dudelange        | 2–0     | 3–2          |
| Valur                   | 5–1                        | Flora                | 3–0     | 2–1          |
| Malisheva               | 0–9                        | Víkingur Reykjavík   | 0–1     | 0–8          |
| Racing Union            | 1–3                        | Dila Gori            | 1–2     | 0–1          |
| Vllaznia                | 4–3                        | Daugavpils           | 0–1     | 4–2          |
| Urartu                  | 1–6                        | Neman Grodno         | 1–2     | 0–4          |
| Vardar                  | 5–1                        | La Fiorita           | 3–0     | 2–1          |
| Kauno Žalgiris          | 4–1                        | Penybont             | 3–0     | 1–1          |
| St Joseph's             | 5–4                        | Cliftonville         | 2–2     | 3–2 (s.h.p.) |
| Borac Banja Luka        | 3–4                        | FC Santa Coloma      | 1–4     | 2–0          |

1. ↑  Thứ tự các lượt trận bị đảo ngược sau lượt bốc thăm ban đầu.

## Vòng loại thứ hai
Lễ bốc thăm vòng loại thứ hai được tổ chức vào ngày 18 tháng 6 năm 2025.

### Hạt giống
Tổng cộng có 100 đội sẽ thi đấu ở vòng loại thứ hai. Việc xếp hạt giống cho các đội sẽ dựa trên hệ số câu lạc bộ UEFA năm 2025 của họ. Trước khi bốc thăm, UEFA đã thành lập các nhóm gồm các đội được xếp hạt giống và không được xếp hạt giống theo các nguyên tắc do Ủy ban Giải đấu Câu lạc bộ đặt ra. Đội đầu tiên được bốc thăm ở mỗi cặp đấu sẽ là đội chủ nhà ở lượt đi.
| Nhóm 1                                             | Nhóm 1                                             | Nhóm 2                                                          | Nhóm 2                                                        |
| Hạt giống                                          | Không hạt giống                                    | Hạt giống                                                       | Không hạt giống                                               |
| -------------------------------------------------- | -------------------------------------------------- | --------------------------------------------------------------- | ------------------------------------------------------------- |
| - The New Saints[†] - FCI Levadia[†] - Žalgiris[†] | - Differdange 03[†] - Iberia 1999[†] - Linfield[†] | - Inter Club d'Escaldes[†] - Dinamo Minsk[†] - Milsami Orhei[†] | - Olimpija Ljubljana[†] - Budućnost Podgorica[†] - Egnatia[†] |

| Nhóm 1 | Nhóm 1                                                                  | Nhóm 2                                                                                  | Nhóm 2                                                                                        | Nhóm 3                                                                         | Nhóm 3                                                                         |
| Hạt giống | Không hạt giống                                                         | Hạt giống                                                                               | Không hạt giống                                                                               | Hạt giống                                                                      | Không hạt giống                                                                |
| --- | ----------------------------------------------------------------------- | --------------------------------------------------------------------------------------- | --------------------------------------------------------------------------------------------- | ------------------------------------------------------------------------------ | ------------------------------------------------------------------------------ |
| - Shamrock Rovers - Santa Clara - Ballkani - Dundee United - Lausanne-Sport                                        | - Vardar[††] - Varaždin - Floriana[††] - St Joseph's[††] - UNA Strassen | - AZ - Valur[††] - Viking - Larne[††] - Brøndby                                         | - HB - Kauno Žalgiris[††] - Koper[††] - Ilves[†††] - Prishtina[†††]                           | - Hajduk Split - Maribor - AEK Athens - DAC Dunajská Streda[&] - Partizan[†††] | - Oleksandriya - Paks[†††] - Hapoel Be'er Sheva[†††] - Zira - Neman Grodno[††] |
| Nhóm 4 | Nhóm 4                                                                  | Nhóm 5                                                                                  | Nhóm 5                                                                                        | Nhóm 6                                                                         | Nhóm 6                                                                         |
| Hạt giống | Không hạt giống                                                         | Hạt giống                                                                               | Không hạt giống                                                                               | Hạt giống                                                                      | Không hạt giống                                                                |
| - HJK[††] - Víkingur Reykjavík[††] - Pyunik[††] - Vaduz - Spartak Trnava[†††]                                      | - Hibernians - Vllaznia[††] - Győr - Arda - Dungannon Swifts            | - Sparta Praha - Charleroi - Riga - Silkeborg - Nõmme Kalju[††]                         | - St Patrick's Athletic[††] - Hammarby IF - Dila Gori[††] - Aktobe[†††] - KA                  | - Astana - KÍ[††] - Raków Częstochowa - Rosenborg - Paide Linnameeskond[††]    | - AIK - Radnički 1923 - Žilina - Zimbru Chișinău - Banga                       |
| Nhóm 7 | Nhóm 7                                                                  | Nhóm 8                                                                                  | Nhóm 8                                                                                        | Nhóm 9                                                                         | Nhóm 9                                                                         |
| Hạt giống | Không hạt giống                                                         | Hạt giống                                                                               | Không hạt giống                                                                               | Hạt giống                                                                      | Không hạt giống                                                                |
| - Rapid Wien - Jagiellonia Białystok - Petrocub Hîncești[††] - Atlètic Club d'Escaldes[††] - Universitatea Craiova | - Sarajevo - Novi Pazar - Sabah[†††] - Dečić[††] - Dinamo City          | - Maccabi Haifa - FC Santa Coloma[††] - Ararat-Armenia - Austria Wien - Puskás Akadémia | - Aris Limassol - Polissya Zhytomyr - Universitatea Cluj - Torpedo-BelAZ Zhodino[††] - Spaeri | - İstanbul Başakşehir - Omonia - Aris Thessaloniki - Beitar Jerusalem          | - Sutjeska[††] - Torpedo Kutaisi[††] - Cherno More - Araz-Naxçıvan             |

Ghi chú
1. † Danh tính của các đội thua ở vòng loại thứ nhất Champions League chưa được biết tại thời điểm bốc thăm. Các đội được in nghiêng đã thua một đội có hệ số thấp hơn, do đó về cơ bản sẽ lấy hệ số của đối thủ trong lễ bốc thăm.
2. †† Danh tính của các đội thắng ở vòng loại thứ nhất chưa được biết tại thời điểm bốc thăm. Các đội được in nghiêng đã thắng một đội có hệ số cao hơn, do đó về cơ bản đã lấy được hệ số của đối thủ trong quá trình bốc thăm.
3. ††† Danh tính của đội thua ở vòng loại thứ nhất Europa League chưa được biết tại thời điểm bốc thăm. Các đội được in nghiêng đã thua một đội có hệ số thấp hơn, do đó về cơ bản sẽ lấy hệ số của đối thủ trong lễ bốc thăm.
4. & DAC Dunajská Streda tham dự lễ bốc thăm, nhưng sau đó bị thay thế bởi Košice.

### Tóm tắt
Lượt đi diễn ra vào ngày 22, 23 và 24 tháng 7 và lượt về diễn ra vào ngày 29 và 31 tháng 7 năm 2025.
Đội thắng sẽ tiến vào vòng loại thứ ba.
| Đội 1                   | TTSTooltip Aggregate score | Đội 2                 | Lượt đi | Lượt về      |
| ----------------------- | -------------------------- | --------------------- | ------- | ------------ |
| Nhánh Vô địch           |                            |                       |         |              |
| Víkingur                | Đặc cách                   | N/A                   | —       | —            |
| Virtus                  | Đặc cách                   | N/A                   | —       | —            |
| FCI Levadia             | 3–2                        | Iberia 1999           | 1–0     | 2–2 (s.h.p.) |
| Žalgiris                | 0–2                        | Linfield              | 0–0     | 0–2          |
| The New Saints          | 0–2                        | Differdange 03        | 0–1     | 0–1          |
| Olimpija Ljubljana      | 5–3                        | Inter Club d'Escaldes | 4–2     | 1–1          |
| Podgorica               | 1–2                        | Milsami Orhei         | 0–0     | 1–2          |
| Dinamo Minsk            | 0–3                        | Egnatia               | 0–2     | 0–1          |
| Nhánh Chính             |                            |                       |         |              |
| Dundee United           | 2–0                        | UNA Strassen          | 1–0     | 1–0          |
| Larne                   | 1–1 (5–4 p)                | Prishtina             | 0–0     | 1–1 (s.h.p.) |
| Košice                  | 3–4                        | Neman Grodno          | 2–3     | 1–1          |
| Vaduz                   | 3–1                        | Dungannon Swifts      | 0–1     | 3–0 (s.h.p.) |
| Silkeborg               | 4–3                        | KA                    | 1–1     | 3–2 (s.h.p.) |
| Rosenborg               | 7–0                        | Banga                 | 5–0     | 2–0          |
| Atlètic Club d'Escaldes | 2–3                        | Dinamo City           | 1–2     | 1–1          |
| Austria Wien            | 7–0                        | Spaeri                | 2–0     | 5–0          |
| Ballkani                | 5–3                        | Floriana              | 4–2     | 1–1          |
| Viking                  | 12–3                       | Koper                 | 7–0     | 5–3          |
| AEK Athens              | 1–0                        | Hapoel Be'er Sheva    | 1–0     | 0–0          |
| Pyunik                  | 3–4                        | Győr                  | 2–1     | 1–3          |
| Riga                    | 5–4                        | Dila Gori             | 2–1     | 3–3          |
| Raków Częstochowa       | 6–1                        | Žilina                | 3–0     | 3–1          |
| Petrocub Hîncești       | 1–6                        | Sabah                 | 0–2     | 1–4          |
| Ararat-Armenia          | 2–1                        | Universitatea Cluj    | 0–0     | 2–1 (s.h.p.) |
| Varaždin                | 2–3                        | Santa Clara           | 2–1     | 0–2          |
| Kauno Žalgiris          | 3–2                        | Valur                 | 1–1     | 2–1          |
| Paks                    | 2–1                        | Maribor               | 1–0     | 1–1          |
| Vllaznia                | 4–5                        | Víkingur Reykjavík    | 2–1     | 2–4 (s.h.p.) |
| Hammarby                | 2–1                        | Charleroi             | 0–0     | 2–1 (s.h.p.) |
| Radnički 1923           | 0–1                        | KÍ                    | 0–0     | 0–1          |
| Novi Pazar              | 2–5                        | Jagiellonia Białystok | 1–2     | 1–3          |
| Polissya Zhytomyr       | 5–3                        | FC Santa Coloma       | 1–2     | 4–1          |
| Vardar                  | 2–6                        | Lausanne-Sport        | 2–1     | 0–5          |
| HB                      | 1–2                        | Brøndby               | 1–1     | 0–1          |
| Oleksandriya            | 0–6                        | Partizan              | 0–2     | 0–4          |
| Hibernians              | 2–7                        | Spartak Trnava        | 1–2     | 1–5          |
| St Patrick's Athletic   | 3–2                        | Nõmme Kalju           | 1–0     | 2–2 (s.h.p.) |
| Paide Linnameeskond     | 0–8                        | AIK                   | 0–2     | 0–6          |
| Sarajevo                | 2–5                        | Universitatea Craiova | 2–1     | 0–4          |
| Aris Limassol           | 5–2                        | Puskás Akadémia       | 3–2     | 2–0          |
| St Joseph's             | 0–4                        | Shamrock Rovers       | 0–4     | 0–0          |
| Ilves                   | 4–8                        | AZ                    | 4–3     | 0–5          |
| Zira                    | 2–3                        | Hajduk Split          | 1–1     | 1–2 (s.h.p.) |
| Arda                    | 2–2 (4–3 p)                | HJK                   | 0–0     | 2–2 (s.h.p.) |
| Aktobe                  | 2–5                        | Sparta Praha          | 2–1     | 0–4          |
| Astana                  | 3–1                        | Zimbru Chișinău       | 1–1     | 2–0          |
| Dečić                   | 2–6                        | Rapid Wien            | 0–2     | 2–4          |
| Torpedo-BelAZ Zhodino   | 1–4                        | Maccabi Haifa         | 1–1     | 0–3          |
| Araz-Naxçıvan           | 4–3                        | Aris Thessaloniki     | 2–1     | 2–2          |
| Omonia                  | 5–0                        | Torpedo Kutaisi       | 1–0     | 4–0          |
| Cherno More             | 0–5                        | İstanbul Başakşehir   | 0–1     | 0–4          |
| Sutjeska                | 3–7                        | Beitar Jerusalem      | 1–2     | 2–5          |

1. 1 2  Thứ tự các lượt trận bị đảo ngược sau lượt bốc thăm ban đầu.

## Vòng loại thứ ba
Lễ bốc thăm vòng loại thứ ba được tổ chức vào ngày 21 tháng 7 năm 2025.

### Hạt giống
Tổng cộng có 60 đội sẽ thi đấu ở vòng loại thứ ba. Việc xếp hạt giống cho các đội sẽ dựa trên hệ số câu lạc bộ UEFA năm 2025 của họ. Trước khi bốc thăm, UEFA có thể lập các nhóm gồm các đội được xếp hạt giống và không được xếp hạt giống theo các nguyên tắc do Ủy ban Giải đấu Câu lạc bộ đặt ra. Đội đầu tiên được bốc thăm trong mỗi cặp đấu sẽ là đội chủ nhà ở lượt đi.
| Nhóm 1                                     | Nhóm 1                | Nhóm 2                            | Nhóm 2                      |
| Hạt giống                                  | Không hạt giống       | Hạt giống                         | Không hạt giống             |
| ------------------------------------------ | --------------------- | --------------------------------- | --------------------------- |
| - Olimpija Ljubljana[†] - Milsami Orhei[†] | - Egnatia[†] - Virtus | - Linfield[†] - Differdange 03[†] | - FCI Levadia[†] - Víkingur |

| Nhóm 1                                                                            | Nhóm 1                                                                                    | Nhóm 2                                                                                                 | Nhóm 2 | Nhóm 3                                                                          | Nhóm 3                                                                  |
| Hạt giống                                                                         | Không hạt giống                                                                           | Hạt giống                                                                                              | Không hạt giống                                                                                                | Hạt giống                                                                       | Không hạt giống                                                         |
| --------------------------------------------------------------------------------- | ----------------------------------------------------------------------------------------- | --- | --- | ------------------------------------------------------------------------------- | ----------------------------------------------------------------------- |
| - Rapid Wien[†] - İstanbul Başakşehir[†] - Sheriff Tiraspol[††] - KÍ[†] - Győr[†] | - Viking[†] - Dundee United[†] - Anderlecht[††] - AIK[†] - Neman Grodno[†]                | - Sparta Praha[†] - Omonia[†] - Astana[†] - Riga[†] - Spartak Trnava[†]                                | - Araz-Naxçıvan[†] - Ararat-Armenia[†] - Lausanne-Sport[†] - Universitatea Craiova[†] - Beitar Jerusalem[†]    | - AZ[†] - Shamrock Rovers[†] - Santa Clara[†] - Vikingur Reykjavik[†] - Paks[†] | - Ballkani[†] - Vaduz[†] - Larne[†] - Polissya Zhytomyr[†] - Brøndby[†] |
| Nhóm 4                                                                            | Nhóm 4                                                                                    | Nhóm 5                                                                                                 | Nhóm 5 |                                                                                 |                                                                         |
| Hạt giống                                                                         | Không hạt giống                                                                           | Hạt giống                                                                                              | Không hạt giống                                                                                                |                                                                                 |                                                                         |
| - Lugano[††] - Maccabi Haifa[†] - AEK Athens[†] - Hajduk Split[†] - Sabah[†]      | - Raków Częstochowa[†] - Celje[††] - Aris Limassol[†] - Levski Sofia[††] - Dinamo City[†] | - Partizan[†] - Beşiktaş[††] - Jagiellonia Białystok[†] - Arda[†] - Hammarby IF[†] - Baník Ostrava[††] | - Rosenborg[†] - Austria Wien[†] - Hibernian[††] - Silkeborg[†] - St Patrick's Athletic[†] - Kauno Žalgiris[†] |                                                                                 |                                                                         |

Ghi chú
1. † Đội thắng ở vòng loại thứ hai, danh tính chưa được tiết lộ tại thời điểm bốc thăm. Các đội được in nghiêng đã đánh bại đội có hệ số cao hơn, do đó về cơ bản đã lấy được hệ số của đối thủ trong lễ bốc thăm.
2. †† Đội thua ở vòng loại thứ hai Europa League, danh tính chưa được công bố tại thời điểm bốc thăm. Các đội được in nghiêng đã thua trước đội có hệ số thấp hơn, do đó về cơ bản sẽ lấy hệ số của đối thủ trong lễ bốc thăm.

### Tóm tắt
Lượt đi diễn ra vào ngày 5 và 7 tháng 8, và lượt về diễn ra vào ngày 13 và 14 tháng 8 năm 2025.
| Đội 1                 | TTSTooltip Aggregate score | Đội 2                 | Lượt đi | Lượt về      |
| --------------------- | -------------------------- | --------------------- | ------- | ------------ |
| Nhánh Vô địch         |                            |                       |         |              |
| Olimpija Ljubljana    | 4–2                        | Egnatia               | 0–0     | 4–2 (s.h.p.) |
| Milsami Orhei         | 3–5                        | Virtus                | 3–2     | 0–3          |
| Differdange 03        | 5–4                        | FCI Levadia           | 2–3     | 3–1 (s.h.p.) |
| Víkingur              | 2–3                        | Linfield              | 2–1     | 0–2          |
| Nhánh Chính           |                            |                       |         |              |
| Rapid Wien            | 4–4 (5–4 p)                | Dundee United         | 2–2     | 2–2 (s.h.p.) |
| Sparta Praha          | 6–2                        | Ararat-Armenia        | 4–1     | 2–1          |
| AZ                    | 4–0                        | Vaduz                 | 3–0     | 1–0          |
| Lugano                | 4–7                        | Celje                 | 0–5     | 4–2          |
| KÍ                    | 2–2 (4–5 p)                | Neman Grodno          | 2–0     | 0–2 (s.h.p.) |
| Riga                  | 4–3                        | Beitar Jerusalem      | 3–0     | 1–3          |
| Vikingur Reykjavik    | 3–4                        | Brøndby               | 3–0     | 0–4          |
| Hajduk Split          | 3–4                        | Dinamo City           | 2–1     | 1–3 (s.h.p.) |
| Anderlecht            | 4–1                        | Sheriff Tiraspol      | 3–0     | 1–1          |
| Lausanne-Sport        | 5–1                        | Astana                | 3–1     | 2–0          |
| Larne                 | 0–3                        | Santa Clara           | 0–3     | 0–0          |
| Aris Limassol         | 3–5                        | AEK Athens            | 2–2     | 1–3 (s.h.p.) |
| Viking                | 2–4                        | İstanbul Başakşehir   | 1–3     | 1–1          |
| Araz-Naxçıvan         | 0–9                        | Omonia                | 0–4     | 0–5          |
| Ballkani              | 1–4                        | Shamrock Rovers       | 1–0     | 0–4          |
| Raków Częstochowa     | 2–1                        | Maccabi Haifa         | 0–1     | 2–0          |
| AIK                   | 2–3                        | Győr                  | 2–1     | 0–2          |
| Universitatea Craiova | 6–4                        | Spartak Trnava        | 3–0     | 3–4 (s.h.p.) |
| Polissya Zhytomyr     | 4–2                        | Paks                  | 3–0     | 1–2          |
| Levski Sofia          | 3–0                        | Sabah                 | 1–0     | 2–0          |
| Silkeborg             | 2–3                        | Jagiellonia Białystok | 0–1     | 2–2          |
| Partizan              | 3–4                        | Hibernian             | 0–2     | 3–2 (s.h.p.) |
| Baník Ostrava         | 5–4                        | Austria Wien          | 4–3     | 1–1          |
| Rosenborg             | 1–0                        | Hammarby IF           | 0–0     | 1–0          |
| St Patrick's Athletic | 3–7                        | Beşiktaş              | 1–4     | 2–3          |
| Kauno Žalgiris        | 0–3                        | Arda                  | 0–1     | 0–2          |

## Vòng play-off
Lễ bốc thăm vòng play-off được tổ chức vào ngày 4 tháng 8 năm 2025.

### Hạt giống
Tổng cộng có 48 đội sẽ thi đấu ở vòng play-off. Việc xếp hạt giống cho các đội sẽ dựa trên hệ số câu lạc bộ UEFA năm 2025 của họ. Trước khi bốc thăm, UEFA có thể lập các nhóm gồm các đội được xếp hạt giống và không được xếp hạt giống theo các nguyên tắc do Ủy ban Giải đấu Câu lạc bộ đặt ra. Đội đầu tiên được bốc thăm ở mỗi cặp đấu sẽ là đội chủ nhà ở lượt đi.
| Hạt giống                                                                    | Không hạt giống                                                                  |
| ---------------------------------------------------------------------------- | -------------------------------------------------------------------------------- |
| - Olimpija Ljubljana[††] - RFS [†] - Drita[†] - Breiðablik[†] - Linfield[††] | - Differdange 03[††] - Hamrun Spartans[†] - Virtus[††] - Noah[†] - Shelbourne[†] |

| Nhóm 1                                                                                        | Nhóm 1                                                                                   | Nhóm 2 | Nhóm 2                                                                                                |
| Hạt giống                                                                                     | Không hạt giống                                                                          | Hạt giống                                                                                                 | Không hạt giống                                                                                       |
| --------------------------------------------------------------------------------------------- | ---------------------------------------------------------------------------------------- | --- | --- |
| - AZ[††] - Anderlecht[††] - Celje[††] - Rayo Vallecano - Strasbourg                           | - Neman Grodno[††] - Brøndby[††] - AEK Athens[††] - Baník Ostrava[††] - Levski Sofia[††] | - Fiorentina - İstanbul Başakşehir[††] - Raków Częstochowa[††] - Beşiktaş[††] - Jagiellonia Białystok[††] | - Lausanne-Sport[††] - Dinamo City[††] - Universitatea Craiova[††] - Arda[††] - Polissya Zhytomyr[††] |
| Nhóm 3                                                                                        | Nhóm 3                                                                                   | Nhóm 4 | Nhóm 4                                                                                                |
| Hạt giống                                                                                     | Không hạt giống                                                                          | Hạt giống                                                                                                 | Không hạt giống                                                                                       |
| - Rapid Wien[††] - Crystal Palace - Hibernian[††] - Shamrock Rovers[††] - Shakhtar Donetsk[†] | - Santa Clara[††] - Servette[†] - Fredrikstad[†] - Legia Warszawa[†] - Győri ETO[††]     | - Sparta Praha[††] - CFR Cluj[†] - Omonia[††] - Mainz 05                                                  | - Riga[††] - Wolfsberger[†] - Rosenborg[††] - BK Häcken[†]                                            |

Ghi chú
1. † Những đội thua ở vòng loại thứ ba Europa League, danh tính chưa được xác định tại thời điểm bốc thăm. Các đội được in nghiêng sẽ thua đội có hệ số thấp hơn, do đó về cơ bản sẽ lấy hệ số của đối thủ trong trận đấu.
2. †† Những đội thắng ở vòng loại thứ ba, danh tính chưa được xác định tại thời điểm bốc thăm. Các đội được in nghiêng đã đánh bại đội có hệ số cao hơn, do đó thực tế đã lấy được hệ số của đối thủ trong trận đấu.

### Tóm tắt
Lượt đi sẽ diễn ra vào ngày 21 tháng 8 và lượt về sẽ diễn ra vào ngày 28 tháng 8 năm 2025.
| Đội 1                 | TTSTooltip Aggregate score | Đội 2                 | Lượt đi | Lượt về |
| --------------------- | -------------------------- | --------------------- | ------- | ------- |
| Nhánh Vô địch         |                            |                       |         |         |
| Hamrun Spartans       | Trận 1                     | RFS                   | 21/8    | 28/8    |
| Shelbourne            | Trận 2                     | Linfield              | 21/8    | 28/8    |
| Breiðablik            | Trận 3                     | Virtus                | 21/8    | 28/8    |
| Drita                 | Trận 4                     | Differdange 03        | 21/8    | 28/8    |
| Olimpija Ljubljana    | Trận 5                     | Noah                  | 21/8    | 28/8    |
| Nhánh Chính           |                            |                       |         |         |
| Strasbourg            | Trận 1                     | Brøndby               | 21/8    | 28/8    |
| Jagiellonia Białystok | Trận 2                     | Dinamo City           | 21/8    | 28/8    |
| Shakhtar Donetsk      | Trận 3                     | Servette              | 21/8    | 28/8    |
| Anderlecht            | Trận 4                     | AEK Athens            | 21/8    | 28/8    |
| İstanbul Başakşehir   | Trận 5                     | Universitatea Craiova | 21/8    | 28/8    |
| Crystal Palace        | Trận 6                     | Fredrikstad           | 21/8    | 28/8    |
| Celje                 | Trận 7                     | Baník Ostrava         | 21/8    | 28/8    |
| Raków Częstochowa     | Trận 8                     | Arda                  | 21/8    | 28/8    |
| Hibernian             | Trận 9                     | Legia Warszawa        | 21/8    | 28/8    |
| Levski Sofia          | Trận 10                    | AZ                    | 21/8    | 28/8    |
| Polissya Zhytomyr     | Trận 11                    | Fiorentina            | 21/8    | 28/8    |
| Győri ETO             | Trận 12                    | Rapid Wien            | 21/8    | 28/8    |
| Neman Grodno          | Trận 13                    | Rayo Vallecano        | 21/8    | 28/8    |
| Lausanne-Sport        | Trận 14                    | Beşiktaş              | 21/8    | 28/8    |
| Santa Clara           | Trận 15                    | Shamrock Rovers       | 21/8    | 28/8    |
| Rosenborg             | Trận 16                    | Mainz 05              | 21/8    | 28/8    |
| Sparta Praha          | Trận 17                    | Riga                  | 21/8    | 28/8    |
| BK Häcken             | Trận 18                    | CFR Cluj              | 21/8    | 28/8    |
| Wolfsberger           | Trận 19                    | Omonia                | 21/8    | 28/8    |